# Árapataki varrottas

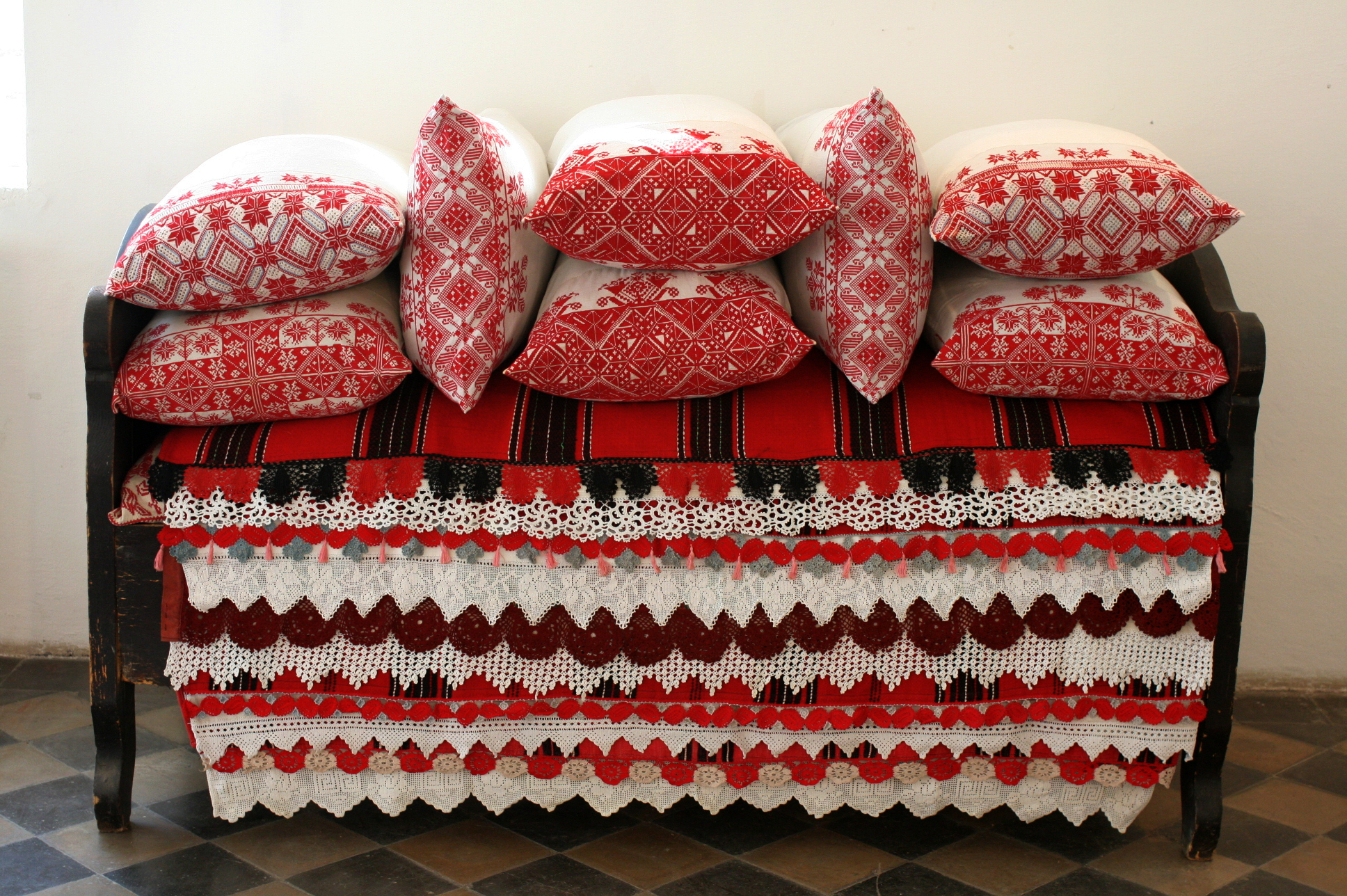
Árapataki vetettágy

Az árapataki varrottas egy szálszámolásos, fonott keresztszemes hímzéstípus, amely a székföldi magyar népművészetben Árapatakon és Erősdön elterjedt. A 19. század utolsó és a 20. század első negyedében a háziipari mozgalom kiemelt helyzetbe juttatta az árapataki varrottast, amely a kalotaszegi és magyarói varrottasokhoz hasonlóan fogalommá vált. Az árapataki varrottas viszont kellő szervezőerő, piacosítás, népszerűsítés és a hímzésre való szakosodás hiányában nem válhatott a magyar hímzőművészetben széles körben közismert és elterjedt hímzéssé. A 19–20. századi gyűjtések anyagát többnyire a Néprajzi Múzeum és a Székely Nemzeti Múzeum őrzi.

## Története
A 19. században még egész Székelyföld területén elterjedt volt a keresztszemes hímzés, melyről Huszka József, Gyárfás Győző, Malonyai Dezső és Roediger Lajos gyűjtései is tanúskodnak.
A 19. század végére ez a székelyföldi népművészeti örökség jelentősen visszaszorult, így a háromszéki értelmiségiek és a budapesti minisztériumi illetékesek közös erőfeszítéssel igyekeztek megőrizni az Árapatakon még ismert és élő hímzést.
Az árapataki varrottas készítése a faluban az 1970-es és 1980-as években reneszánszát élte.

## Az árapataki varrottas megítélése
Az árapataki varrottas megítélésében napjainkban sincs egyetértés. 

### Külső hatások
Vitára ad okot az megközelítés, miszerint az árapataki hímzésmintára nagy hatást gyakorolt a környező román és szász behatás. Ez a felfogás a székföldi és a barcasági magyarság sajátos helyzetéből származik. Az ötvenes években a gidófalvi pártvezetés bukaresti hivatali útja során egy árapataki varrottast kívánt ajándékba vinni, azzal érvelve, hogy ez Háromszék legrománosabb hímzése. A sepsiszentgyörgyi Kónya Ádám Művelődési Házban működő Fürge Ujjak Kézimunkakör vezetője szerint az 1876-os közigazgatási átrendezés alkalmával Háromszék vármegyéhez csatolt Árapatak a székely falvakhoz képest sokkal románosabb hímzéssel rendelkezik.
A román eredet gondolata már 1894-ben felsejlett, amikor Huszka József Árapatakot egy csángó-oláhfaluként mutatja be, s az onnan származó keresztszemes hímzést is román és szász jellegűnek minősíti.
A szász behatás mellett szól a szebeni író és etnográfus Emil Sigerus Erdélyi szász vászonhímzések címmel 1906-ban megjelent mintagyűjteménye, amely Árapatakra is eljutott.
Szőcsné Gazda Enikő néprajzkutató, a Székely Nemzeti Múzeum muzeológusa amellett érvel, hogy az a hímzéstípus, amit ma árapataki varrottasként ismerünk, valamikor egész Székelyföld féltve őrzött kézimunkája volt, s a szakirodalomnak nincs tudomása arról, hogy román kereskedők vegyítették volna a varrottas motívumkincsét. Ugyanakkor rávilágít arra, hogy a vegyes lakosságú falu számára a múlt század elején gazdasági erőforrássá vált a varrottasok értékesítése, s ehhez szükség volt a kreolizációra, azaz 'multikulturalizálásra'. Ennek tudható be, hogy az eladásra készített hímzésekben a megrendelő igényeire válaszolva beemeltek idegen színeket és mintákat is, viszont – hangsúlyozza –, ezzel párhuzamosan még az első világháború kitörése előtt megtörtént a sajátos hímzésminta és hímzéstechnika örökségesítése, a lokális hagyományok tudatosítása és szándékolt továbbörökítése. Bár a Barcaság peremén elhelyezkedő más magyar lakosságú falvakban (Hídvég, Aldoboly és Erősd) is hasonló módon készültek fonott keresztszemes hímzések, az árapataki magyarok esetében tudjuk, hogy a saját használatra készített textíliáikból tudatosan kizárták az idegen elemeket. Az hímzéstechnika a népszerűsítési törekvések hatására lokalizálódott, így vált később árapataki varrottas néven közismertté.

### Néprajzi szempontok és eladhatóság
Megoszlanak a vélemények a tekintetben is, hogy milyen módon érdemes továbbörökíteni az árapataki varrottas mintakincsét. Ez a kérdés többnyire a népi kézművesek gyakorlati megoldásai és a néprajzos szakma elméleti irányelvei közötti nézetkülönbségben merül fel. A 19. század végén már ellentéteket szült az a felállás, amelyben az árapataki asszonyok ragaszkodtak az általuk készített textíliák hagyományos méretarányainak és motívumainak használatához, a magyarországi és nemzetközi kiállításokat és piacokat célzó megrendelők viszont a könnyebb értékesíthetőség reményében radikális változtatásokat követeltek.
Az 1970-es években a Kovászna megyei Kisipari Szövetkezetek Megyei Szövetsége az árapataki varrottas ügyének újra felkarolása mellett döntött. A szövetség vezetősége Seres Bálint néprajzkutatóval és a kézműves Dénes Mária tanítónővel (Dénes Etelka sógornője) közösen vitatta meg a szakmai irányokat, amelyek mentén a Szövetkezet az árapataki varrottas készítésébe fog. A minőségi munka és az eredeti minták használatának követelményével 1979-re több mint hatvan árapataki asszony hímezte piros fonallal lenvászonra az eladásra gyártott portékát. A minták alkalmazását illetően számos vita bontakozott ki a munkakörön belül – közöttük is a legjelentősebb a jellegzetes Báthory-címeres és Bocskai-koronás minták elhagyása miatt –, de hamar világossá vált az is, hogy a kézműves hagyomány és a néprajzos szakmaiság kritériumai mellett az eladhatóság nehézségeivel is számolni kell. A nyolcvanas évek közepére fenntarthatatlanná vált a finanszírozás, s a Szövetség a termelés öncélú folytatása helyett az árapataki mintakincs továbbéltetésére tett igyekezet vigaszával leállította a gyártást.

### Politikai támogatottság
A Magyarország ezeréves fennállása alkalmával szerkesztett Háromszék millenniumi emlékkönyvében Ifj. Nagy Elek sepsiszentgyörgyi kalapgyáros a szövő- és háziipari helyzettel kapcsolatosan írja az árapataki varrottasról:

„Ezen háziipar, ha az illetõ körök által fölkaroltatnék, éppen olyan elterjedésnek örvendhetne, mint a kalotaszegi varrottas, mert úgy szépség, mint ízlés tekintetében fölér azzal.”

A 2010-ben megrendezett Az árapataki nők arany kezei c. kiállítás nagyszabású emléket állított az árapataki varrottas történetének, a háromszéki szövő- és háziipari összefogásnak és a közösségi erőfeszítéssel oly sokszor tövábbörökíteni kívánt árapataki hímzéstechnikának. A kiállítás ötletgazdái Seres Bálint és a japán Tanizaki Seiko, akik külföldön is népszerüsítenék az árapataki varrottast. A kiállítás megnyitóján Tamás Sándor Kovászna Megye Tanácsának elnöke a következőket mondta:

„A hagyományokat akkor adják leginkább tovább, ha azoknak értelmük, a mindennapi létre gyakorolt pozitív hatásuk is van. Az árapataki hímzett könyvjelzőkre, párnahuzatokra sokan kíváncsiak, ezeket a jellegzetes motívumokat leginkább nálunk használják. Sokkal többet jelent egy ilyen szőttes egy idegen számára, mint hinnénk: egyedi, szép darab, ami, ha úgy tetszik, viszi Háromszék hírét. Az árapataki hagyományok megmaradásához járulunk hozzá azzal is, hogy vendégeinknek, vendéglátóinknak Kovászna megye tanácsától árapataki szőtteseket ajándékozunk.”

## Meghatározó személyek
- Bartha Vilma ipartanítónő
- Benczédi István árapataki tanító és családja – Benczédi István családjával 1899. januárjában került Árapatakra, s a falusi értelmiség tagjaként tudatos értékmentést és értékőrzést végzett az árapataki keresztszemes hímzésminták gyűjtésével, amelyért a Székely Társaság elismerését is elnyerte. Felesége az árapataki állami elemi iskolában női kézimunka oktatást végzett, amelyért a kultuszminisztertől 80 korona értékű honoráriumot nyert.[12]
- Benczédi Mária árapataki tanítónő – Apja, Benczédi István nyomdokain árapataki tanítónőként tevékenykedett, s szülei gyűjtőmunkájával egyidőben a fonott keresztszemes hímzéstechnika tanulásával, az árapataki mintakincs gyűjtésével s a varrottasok kiállításokra történő előkészítésével járult hozzá a népi hagyomány kulturális megőrzéséhez. Csulak Magda adatközlőjeként beleillik az árapataki értékmentő tanítók sorába.[12]
- Csorba Samu, brassói kereskedő

– A kereskedelmi minisztérium támogatásával a székely háziipar fejlesztésének céljával a háziipari termékek értékesítésén fáradozó vállalkozó. Már 1891-ben sikereket ért el a székely háziipar támogatásában: bizományi raktárakat hozott létre háztartási és gazdasági eszközökből, valamint bazárt létesített Debrecenben, Püspökladányon, Kolozsváron és Brassóban; a székely termékeket eljuttatta a Budapesti Kereskedelmi Múzeumba, és annak fiumei osztályához, valamint részt vett a komáromi, linzi és váci kiállításokon; a csángó szőtteseknek Ausztriában és Németországban szerzett piacot.
- Csulak Magda árapataki tanítónő – Csulak Zsigmond erősdi lelkipásztor leánya, ,,Árapatak Gyarmathy Zsigánéja", 1940–1944 között a Közjóléti Szövetkezet hivatalnokaként a háromszéki népművészettel foglalkozott, 1945–1952 között árapataki tanítónő. Iparművészi munkásságához kapcsolódik a Gazdáné Olosz Ella szerkesztésében megjelent 125 magyar szálánvarrott hímzésminta c. kötet, amely az árapataki varrottasok máig legjelentősebb mintagyűjteményét tartalmazza.[6]
- Lőrinczi Etelka árapataki tanítónő

– Dénes János és Bálint Mária gyermekeként született Árapatakon, tanulmányait követően előbb Hídvégen, majd szülőfalujában tanított. Jelentős szerepet vállalt Árapatak népi hagyományainak megőrzésében és továbbéltetésében, gyűjtötte és népszerűsítette a helyi tojásírás és a keresztszemes varrottas mintáit, Árapatakon és Székelyföld-szerte népi iparművészeti tanfolyamokat tartott. Számos publikációja jelent meg a Dolgozó Nőben, a Megyei Tükörben, Művelődésben stb. Legértékesebb közleményeiként az árapataki népi díszítőművészettel kapcsolatosakat tartják számon.
- Potsa József, Háromszék vármegye főispánja
- Reményik Margit árapataki úrhölgy
- Végh Endre középiskolai tanár – A Székely Társaság tagjaként az árapataki hímzéskultúra széles körben történő megismertetésén és az árapataki kézműves asszonyok megélhetésének támogatásán fáradozik, felajánlja segítségét Benczédi Istvánnak a hímzésminták gyűjtésében.[12]

## Napjainkban
Az árapataki varrottas napjainkban is visszafogott megbecsülésnek örvend, s időről időre feltűnik a társadalmi nyilvánosságban. Az 1950-es évektől számos kezdeményezés indult az árapataki varrottas továbbörökítésére, amelyek főként a falu kézműveseinek utánpótlása és a kézműves termékek gyártásának szorgalmazása köré szerveződtek. Mára azonban Árapatak demográfiai adatainak megváltoztával jelentősen csökkent az árapataki keresztszemes hímzést ismerők és készítők száma, a hagyományokat ápoló kézművesek szétszóródtak Kovászna megyében, és többnyire más régiók mintakincseivel együtt éltetik az árapatakit.

## Mintakincs
|    | Minta elnevezése          | Felhasználása                           | Képek |
| -- | ------------------------- | --------------------------------------- | ----- |
| 1  | Ablakos                   | ?                                       |       |
| 2  | Acélas                    | szalmazsák büt                          |       |
| 3  | Almás / Rózsásablakos     | szalmazsák büt                          |       |
| 4  | Apró almás                | szalmazsák büt                          |       |
| 5  | Apró cserelapis           | szalmazsák büt                          |       |
| 6  | Asztallábas / Szarufás    | szalmazsák büt                          |       |
| 7  | Báthory-címeres / Fősüs   | ?                                       |       |
| 8  | Békaszemes                | rúdi lepedő                             |       |
| 9  | Berbécsszarvas            | szalmazsák büt                          |       |
| 10 | Biciklis                  | szalmazsák büt                          |       |
| 11 | Bocskai-koronás           | rúdi lepedő, párna                      |       |
| 12 | Botos-tökös               | szalmazsák büt                          |       |
| 13 | Cifracsillagos            | ?                                       |       |
| 14 | Csattos                   | rúdi lepedő, párna                      |       |
| 15 | Csattos virágja           | mesterkeminták                          |       |
| 16 | Csépes                    | ?                                       |       |
| 17 | Cséphadarós / Szárnyas    | ?                                       |       |
| 18 | Cserelapis / Macskanyomos | szalmazsák büt                          |       |
| 19 | Csillagos                 | ?                                       |       |
| 20 | Csigás                    | ?                                       |       |
| 21 | Csupa metélt              | ?                                       |       |
| 22 | Életes                    | ?                                       |       |
| 23 | Erősdi minta              | ?                                       |       |
| 24 | Fukszis                   | ?                                       |       |
| 25 | Fűrészes                  | ?                                       |       |
| 26 | Gazdag szászos            | ?                                       |       |
| 27 | Gyertyatartós             | párna, rúdi lepedő                      |       |
| 28 | Gyertyatartós (kicsike)   | ?                                       |       |
| 29 | Három rózsás              | szalmazsák büt                          |       |
| 30 | Kakastarély               | párna                                   |       |
| 31 | Kócsos                    | rúdi lepedő                             |       |
| 32 | Körtés                    | rúdi lepedő, párna                      |       |
| 33 | Láncos makkos             | ?                                       |       |
| 34 | Libanyakas                | szalmazsák büt                          |       |
| 35 | Makkos                    | szalmazsák büt                          |       |
| 36 | Metéltes                  | ?                                       |       |
| 37 | Muszáj-forma              | minden perefernumban kötelező elem volt |       |
| 38 | Nagy csillagos            | szalmazsák büt                          |       |
| 39 | Nagy forma / Tányéros     | rúdi lepedő                             |       |
| 40 | Nagy forma virágja        | mesterkeminták                          |       |
| 41 | Nagyvirágos               | takaróruha                              |       |
| 42 | Nagy utas                 | ?                                       |       |
| 43 | Négymadaras               | takaróruha közepe                       |       |
| 44 | Ösvényes                  | ?                                       |       |
| 45 | Őzes                      | takaróruha széle                        |       |
| 46 | Pároscsillagos            | ?                                       |       |
| 47 | Pettyegetett              | ?                                       |       |
| 48 | Pettyes                   | ?                                       |       |
| 49 | Rózsás                    | szalmazsák büt                          |       |
| 50 | Rózsás-ablakos virágja    | mesterkeminták                          |       |
| 51 | Sűrű csillagos            | ?                                       |       |
| 52 | Sűrű csillagos emberrel   | takaróruha széle                        |       |
| 53 | Suskás                    | ?                                       |       |
| 54 | Szegeletes                | ?                                       |       |
| 55 | Szegfűs                   | ?                                       |       |
| 56 | Szemes                    | ?                                       |       |
| 57 | Szilvamagos               | szalmazsák büt                          |       |
| 58 | Szíves                    | ?                                       |       |
| 59 | Tejutas                   | szalmazsák büt                          |       |
| 60 | Tekenyősbéka              | ?                                       |       |
| 61 | Tulipános-fenyősuskás     | ?                                       |       |
| 62 | Tüsszögős / Ösvényes      | takaróruha széle                        |       |
| 63 | Veszett utas              | párna, ingmell                          |       |
| 64 | Virágos-ablakos           | ?                                       |       |
| 65 | Zakotás                   | ?                                       |       |
| 00 | Ábécé                     | fali varrottas                          |       |